# În umbra lunii (film)
În umbra lunii (în engleză In Shadow of the Moon) este un film american thriller  științifico-fantastic din 2019 regizat de Jim Mickle și scris de Gregory Weidman și Geoff Tock. În rolurile principale joacă actorii Boyd Holbrook, Cleopatra Coleman și Michael C. Hall. Filmul a avut premiera mondială la Fantastic Fest la 21 septembrie 2019. Ulterior a fost lansat pe 27 septembrie 2019 de Netflix. 

## Intrigă
În 1988, mai multe persoane au hemoragie mortală simultană în Philadelphia. Ofițerul de poliție Thomas Lockhart consideră că acest caz este biletul său pentru a deveni detectiv, deși partenerul său, Maddox, este mai puțin entuziast. Cumnatul lui Lockhart, detectivul Holt, respinge inițial observațiile lui Lockhart, dar în cele din urmă admite că decesele sunt legate între ele atunci când Lockhart găsește răni similare la fiecare victimă. Lockhart și Maddox găsesc o victimă a atacului cu răni similare; înainte de a muri brusc, își descrie atacatorul ca fiind o femeie afro-americană de douăzeci și ceva de ani cu o mână rănită. După ce Holt organizează o vânătoare de suspecți în oraș, Lockhart și Maddox o fac pe suspectă să intre într-o stație de metrou, unde ea îl învinge pe Maddox în luptă. Când Lockhart se confruntă cu ea, suspecta dezvăluie detalii despre viața lui, inclusiv că soția sa va naște în acea zi. Ea își prezice propria moarte chiar înainte de luptă, care se termină cu un tren lovind-o. Cu toate că este confuză cu privire la numeroasele detalii inexplicabile, poliția închide cazul. Între timp, soția lui Lockhart moare la naștere. 
Nouă ani mai târziu, pe fondul protestelor împotriva brutalității poliției, un ucigaș începe o altă serie de crime aparent la indigo. Lockhart, acum detectiv, nu poate găsi niciun motiv aparent sau vreo legătură între victime. El solicită departamentului să mențină tăcerea privind ancheta redeschisă pentru a reduce la minimum tensiunile rasiale. Revoltele izbucnesc atunci când Holt dezvăluie public filmele de supraveghere ale crimelor la indigo și promite o investigație completă. Lockhart urmărește cheile luate în 1988 de la un avion fabricat în 1996. Naveen Rao, fizician, insistă că aceasta este dovada călătoriei în timp, dar Maddox și Lockhart îl ignoră. După ce a urmărit suspectul până la un aerodrom, Lockhart este șocat să descopere același suspect din 1988, care este în viață și care nu a îmbătrânit deloc. Aceasta îl omoară fără să vrea pe Maddox și îl ia în ostatic pe Lockhart, dezvăluind din nou cunoștințe despre viața lui pe care nu le putea cunoaște. După ce l-a avertizat să nu o mai urmărească, dispare. 
În 2006, Lockhart este investigator privat obsedat de soluționarea cazului, despre care el crede că implică călătoria în timp. Fiica sa adolescentă locuiește cu Holt, iar Lockhart menține doar un contact ocazional cu ea. O descoperire recentă îl determină să creadă că victimele sunt conectate prin implicarea în extremismul politic. Holt îi respinge teoriile și insistă să ceară ajutor psihiatric. Lockhart fură insigna lui Holt, o folosește pentru a se da drept ofițer de poliție și o urmărește pe soția unei victime. Ea îi dezvăluie că soțul ei conducea un grup de miliție naționalistă albă. Lockhart constată că suspectul s-a întors din nou, ucigând restul membrilor grupului. În timp ce o urmărește, el o rănește la mână (așa cum avea rana în 1988) înainte să dispară într-o mașină a timpului. Holt apare și îl arestează pe Lockhart pentru că i-a furat legitimația. 
Rao, care a dispărut de ani de zile, reapare în 2015, decis să-l oprească pe Lockhart să întrerupă activitățile femeii afro-americane. Rao, care crede acum în cauza femeii ca justificată, spune că se pot evita tragedii majore prin uciderea unor persoane în trecut. Lockhart scapă de Rao și se confruntă cu femeia, care îi spune că este Rya, copilul fiicei sale înstrăinate dintr-o căsătorie interrasială. În viitor, Lockhart a fost cel care a convins-o pe Rya să înceapă această misiune după ce terorismul miliției rasiste a declanșat un nou război civil. Rya călătorește înapoi în timp, apărând la fiecare nouă ani în ordine cronologică inversă. Din perspectiva ei, evenimentele din 1988 încă nu au avut loc, iar mâna ei nu este încă rănită. Datorită vinovăției pentru că a cauzat moartea propriei nepoate la metrou, Lockhart îi dezvăluie evenimentele care au loc în 1988. Convins acum că este justă cauza ei, el o lasă să-și termine crimele care sunt activate din viitor. Lockhart revine la familia sa, iar războiul civil este evitat. 

## Distribuție
- Boyd Holbrook în rolul lui Thomas Lockhart
- Cleopatra Coleman ca Rya
- Bokeem Woodbine ca Winston Maddox
- Rudi Dharmalingam ca Naveen Rao
- Rachel Keller ca Jean
- Michael C. Hall ca Holt

## Producție
Proiectul a fost anunțat în februarie 2018, cu Jim Mickle ca regizor și Boyd Holbrook urmând să joace rolul principal al lui Thomas Lockhart. Filmul urma să fie produs și distribuit de Netflix. În iunie 2018, Michael C. Hall s-a alăturat distribuției filmului. În iulie 2018, Cleopatra Coleman și Bokeem Woodbine s-au alăturat distribuției.
Producția principală a început pe 2 iulie 2018 și s-a încheiat pe 27 august 2018 în Ontario, Canada.

## Lansare
Filmul a avut premiera mondială la Fantastic Fest pe 21 septembrie 2019. Pe 27 septembrie 2019, filmul a fost disponibil pentru a fi transmis în streaming pe Netflix.

## Recepție
Pe site-ul Rotten Tomatoes, filmul are o rata de aprobare de 61% bazat pe 46 opinii, cu o medie de aprobare de 5,83 din 10. Pe Metacritic, filmul are un scor mediu de 48 din 100, bazat pe 9 critici, indicând „recenzii mixte sau medii”.